# Плахов Андрій Степанович
Андрій Степанович Плахов (* 14 вересня 1950, Старокостянтинів, Хмельницька область, УРСР) — радянський, російський кінокритик і кінознавець, оглядач газети «Коммерсантъ». Діяч міжнародного кінофестивального руху. У 2005—2010 рр. — президент Міжнародної федерації кінопреси (ФІПРЕССІ).

## Біографія
Закінчив механіко-математичний факультет Львівського університету (1972) і кінознавчий факультет ВДІКу (1978). У 1982 році захистив кандидатську дисертацію про творчість Лукіно Вісконті.
У 1977-1988 рр. працював у відділі культури газети «Правда». У роки перебудови був секретарем правління Спілки кінематографістів і головою Конфліктної комісії з творчих питань, що випустила на екрани понад 200 заборонених радянською цензурою фільмів. В цей же час почав активно співпрацювати із закордонними колегами в рамках ФІПРЕССІ. У 1987-1991 роках і з 1997 по 2005 рік був віце-президентом цієї організації, потім до 2010 року був президентом ФІПРЕССІ, в даний час — один з почесних президентів.
Неодноразово входив до журі міжнародних кінофестивалів (Берлін, Локарно, Токіо, Сан-Себастьян). У рамках Московського кінофестивалю організовував власні авторські програми. Є ініціатором сезонних мініфестивалів «Ейфорія», які проходять у московському кінотеатрі «Ролан», на яких особисто представляє публіці найцікавіші, на його думку, картини майбутнього прокату. Як керівник відбіркової комісії бере участь в організації кількох міжнародних кінооглядів. Зокрема, багато років є програмним директором фестивалю «Дух вогню». У 2010—2011 роках очолював конкурсну комісію Санкт-Петербурзького міжнародного кінофоруму, в 2012 зайняв аналогічну позицію в оргкомітеті кінофестивалю «Дзеркало».
З 1972 року регулярно публікується, співпрацює з багатьма російськими і зарубіжними виданнями («Мистецтво кіно», «Сеанс», Sight & Sound та ін.), є постійним кінооглядачем газети «Коммерсантъ». Автор понад десяти книг про радянський та сучасний світовий кінематограф, присвячених творчості Акі Каурісмякі і Катрін Деньов.
Володар кількох професійних нагород, зокрема Призу кінопреси найкращому кіножурналісту року (за серію публікацій в газеті «Коммерсантъ» і журналі «Мистецтво кіно», 1994). Неодноразовий лауреат Премії Гільдії кінознавців і кінокритиків Росії(1999, 2002, 2005, 2006, 2008).

## Художні уподобання
Плахов бере участь в опитуваннях про найвидатніші фільми в історії, які проводить раз на десять років журнал Sight & Sound. Список Плахова, складений у 2012 році, оновився більш ніж наполовину. У новий список не потрапили названі в минулому опитуванні стрічки «Леді з Шанхаю» (1947, Орсон Веллс), «На останньому диханні» (1959, Годар), «Носферату. Симфонія жаху» (1922, Ф. В. Мурнау), «Рашьомон» (1950, Куросава), «Розтинаючи хвилі» (1996, фон Трієр), «Синій оксамит» (1986, Лінч). Чотири картини, яким кінознавець зберіг вірність, нижче позначені «зірочкою», а повністю його вибір 2012 року виглядає наступним чином:
- Вісім з половиною (1963, Фелліні) *
- Все про мою матір (1999, Педро Альмодовар)
- Попіл і алмаз (1958, Вайда)
- Шепоти і крики (1972, Інгмар Бергман)
- Загибель богів (1969, Лукіно Вісконті)
- Затемнення (1962, Мікеланджело Антоніоні) *
- Дзеркало (1974, А. Тарковський) *
- Правила гри (1939, Жан Ренуар) *
- Салям, сінема (1995, Мохсен Махмалбаф)
- Бульвар Сансет (1950, Біллі Вайлдер)

Аналогічне опитування, присвячене російському кіно, провів у 2008 році журнал «Сеанс». Список десяти найкращих фільмів Росії на думку Плахова вийшов таким:
- Балада про солдата (1959, Григорій Чухрай)
- Вантаж 200 (2007, Олексій Балабанов)
- Дні затемнення (1988, Олександр Сокуров)
- Дзеркало (1974, Андрій Тарковський)
- Іван Грозний (1945, Сергій Ейзенштейн)
- Липневий дощ (1966, Марлен Хуцієв)
- Летять журавлі (1957, Михайло Калатозов)
- Мій друг Іван Лапшин (1984, Олексій Герман)
- Околиця (1933, Борис Барнет)
- Околиця (1998, Петро Луцик)

## Нагороди
- Почесна грамота Президента Російської Федерації (12 березня 2014 року) за досягнуті трудові успіхи, багаторічну плідну працю, активну законотворчу діяльність.

## Громадська позиція
У червні 2018 року на кінофестивалі «Кінотавр» закликав звільнити ув'язненого в Росії українського кінорежисера Олега Сенцова.